# Phyllocnema xanthopelma
Phyllocnema xanthopelma là một loài bọ cánh cứng trong họ Cerambycidae.